# Epiplema sparsipunctata
Epiplema sparsipunctata är en fjärilsart som beskrevs av W. Warren 1903. Epiplema sparsipunctata ingår i släktet Epiplema och familjen Uraniidae. Inga underarter finns listade i Catalogue of Life.